# Gustav Engel (Historiker)
Gustav Engel (* 24. Juli 1893 in Quakenbrück; † 17. Dezember 1989 in Bielefeld) war ein deutscher Historiker.

## Leben
Gustav Engel studierte von 1912 bis 1914 Deutsch, Kunstgeschichte, Englisch und Französisch. Nach Beginn des Ersten Weltkriegs wurde Engel einberufen, bevor er sein Studium beenden konnte. Bis März 1920 war er in Gefangenschaft. Danach absolvierte Engel eine Lehre in einer Buchhandlung, um als selbständiger Buchhändler tätig zu werden. Ab 1935 war er im städtischen Archiv in Bielefeld beschäftigt und studierte in Münster bei halber Dienstzeit zu Ende. Er schloss sein Studium 1938 ab und promovierte mit dem Thema Geistiges Leben in Minden, Ravensberg und Herford während des 17. und 18. Jahrhunderts.
Engel war von 1944 bis 1968 Vorsitzender des Historischen Vereins für die Grafschaft Ravensberg. Der Verein vergab seit 1990 im Gedenken an sein Wirken jährlich den Gustav-Engel-Preis. Dieser wurde 2024 in Ravensberger Geschichtspreis umbenannt. Außerdem war er seit 1946 ordentliches Mitglied der Historischen Kommission für Westfalen und wurde am 24. April 1974 zum Ehrenmitglied ernannt. Seine Grabstätte befindet sich auf dem Sennefriedhof in Bielefeld.

## Schriften
Monografien
- Enger – Ein Heimatbuch zur Tausendjahrfeier (1948). Bertelsmann, Gütersloh 1948
- Stadt und Kreis Bielefeld (Kreis- und Stadthandbücher des Westfälischen Heimatbundes, Band 11). Regensberg, Münster 1950
- Die Stadtgründung im Bielefelde und das Münstersche Stadtrecht. Bielefeld, 1952
- Bielefeld zwischen gestern und morgen. Berlin / Holzminden 1954
- Spenderliste und Bautagebuch für den Bau des Bielefelder Gymnasiums im Jahre 1608: nach der Abschrift Reinhold Meyers. Küster, Bielefeld 1958
- Bielefeld: Bild einer Stadt. Impressionen und Profile Peters, Bad Honnef 1960, ISBN 3-88024-013-2
- Bielefelds Platz in der Geschichte der Städte Westfalens: Rede zur 750-Jahrfeier der Stadt Bielefeld.  1964
- Bielefeld: Gesicht und Wesen einer Stadt. Pfeffer, Bielefeld 1975
- Herrschaftsgeschichte und Standesrecht: Riege und Hagen, Hausgenossen, Hausgenossenschaften, Malmannen. Pfeffer, Bielefeld 1976
- Landesburg Und Landesherrschaft an Osning, Wiehen Und Weser: Mit Grundrissen, Ansichten Und Rekonstruktionen. Pfeffer, Bielefeld 1979, ISBN 3-88024-028-0
- Politische Geschichte Westfalens. 4. Auflage, Grote, 1980, ISBN 3-7745-6442-6
- Die Westfalen: Volk, Geschichte, Kultur. Westfalen Verlag, 1987, ISBN 3-88918-051-5

Aufsätze
- Westfalen ist verschwunden. In: Die Zeit, Nr. 22/1953